# Moon Ga-young
Moon Ka-young, née le 10 juillet 1996 à Karlsruhe, est une actrice sud-coréenne. Elle joue notamment dans Heartstrings (2011), EXO Next Door (2015), The Merchant: Gaekju 2015 (en) (2015), Secret Healer (2016) et Don't Dare to Dream (2016). Elle joue également dans le court métrage Mimi (en), le drame Tempted (en), True Beauty (2021) et Interest of Love. (2022-2023)

## Jeunesse
Moon Ka-young est née à Karlsruhe en Allemagne, de parents sud-coréens ; sa famille retourne en Corée alors qu'elle est âgée de 10 ans,.

## Carrière
Moon Ka-young commence sa carrière d'actrice en 2006 en tant qu'enfant star, apparaissant à la fois au cinéma et à la télévision. En 2014, jeune adolescente, elle joue son premier rôle principal dans Mimi, un drame romanesque en quatre épisodes diffusé sur la chaîne câblée Mnet,. En avril 2015, Moon joue la protagoniste féminine d'EXO Next Door,  un drama sur Internet diffusé sur Naver TV Cast. Elle joue ensuite des rôles secondaires dans les drames à succès Don't Dare to Dream et Live Up to Your Name,.
En 2017, elle joue dans le drama Waltzing Alone. En 2018, elle joue aussi dans le drame romantique Tempted, basé sur le film de 2003, Untold Scandal. Sa performance lui vaut le Prix d'Excellence de la meilleure actrice aux KBS Drama Awards 2018.
En 2019, Moon est choisie comme l'un des rôles féminins principaux dans Welcome to Waikiki 2,.

## Filmographie

### Cinéma
- 2006 : To Sir, With Love (en) : Eun-young (jeune)
- 2007 : Bunt : Oh Ye-Ryung
- 2007 : Black house : Chul-yeon (voix)
- 2007 : Shadows in the Palace (en) : Il-won
- 2007 : Our Town (en) : So-yeon (jeune)
- 2008 : Do You See Seoul? : Bun-rye
- 2013 : Killer Toon (en) : Jo Seo-hyun[13]
- 2015 : Salut d'Amour (film) (en) : Ah-young[14]
- 2015 : Island : Yeon-joo[15]
- 2016 : Eclipse : Eun-young[16]
- 2016 : Twenty Again : Soo-mi[17]

### Séries télévisées
- 2006 : Fallen Angel, Jenny : Hye-mi
- 2007 : Cloudy Today : Ri-na
- 2007 : Prince Hours (en) :
- 2007 : By My Side : Seo Eun-joo (jeune)
- 2007 : Witch Yoo Hee (en): Ma Yoo-hee (jeune)
- 2007 : Merry Mary : Hwang Mae-ri (jeune)
- 2007 : Hometown Over the Hill : Na Hae-young
- 2008 : Bitter Sweet Life (en) : Ha Na-ri
- 2009 : Ja Myung Go (en) : So-so (jeune)
- 2009 : Friend, Our Legend (en) : Choi Jin-sook (jeune)
- 2010 : The Reputable Family (en) : Han Dan-yi (jeune)
- 2010 : Bad Guy (en) : Hong Tae-ra (jeune)
- 2011 : Heartstrings : Lee Jung-hyun
- 2013 : Who Are You? (en) : Dan Oh-reum (guest, épisodes 1-2)
- 2013 : Wang's Family (en) : Wang Hae-bak [18]
- 2014 : Mimi : Mi-mi
- 2015 : EXO Next Door : Ji Yeon-hee
- 2015 : The Merchant: Gaekju 2015 : Wol-yi[19]
- 2015 : Delicious Love : Park Soo-jin [20]
- 2016 : Secret Healer : Sol-gae [21]
- 2016 : Don't Dare to Dream : Lee Ppal-gang
- 2017 : Live Up to Your Name : Dongmakgae
- 2017 : Waltzing Alone : Kim Min-Sun
- 2018 : Tempted : Choi Soo-ji
- 2019 : Welcome to Waikiki 2 : Han Soo-yeon
- 2020 : Find Me in Your Memory : Yeo Ha-jin
- 2020 : True Beauty : Lim Ju-kyung
- 2021 : Recipe For Youth : Cha Soo-bin
- 2022 : Link :Eat,Love,Kill : No Da-Hyun
- 2022-2023 : Interest of love : Ahn Su-Yeong
- 2025 : My Dearest Nemesis : Baek Soo-jung

### Spectacle de variété
| Année | Titre           | Réseau | Remarques |
| ----- | --------------- | ------ | --------- |
| 2009  | Science Sinnara | KBS1   | MC        |

## Récompenses et nominations
| Année | Prix              | Catégorie                                                | Travail nommé                                              | Résultat   |
| ----- | ----------------- | -------------------------------------------------------- | ---------------------------------------------------------- | ---------- |
| 2010  | KBS Drama Awards  | Meilleure Jeune Actrice                                  | The Reputable Family                                       | Nomination |
| 2013  | KBS Drama Awards  | Meilleure Jeune Actrice                                  | Wang's Family                                              | Nomination |
| 2017  | KBS Drama Awards  | Meilleure actrice dans un drama en un acte/spécial/court | Waltzing Alone                                             | Nomination |
| 2018  | MBC Drama Awards  | Meilleur Nouvelle Actice                                 | Tempted                                                    | Nomination |
| 2018  | MBC Drama Awards  | Prix de l'excellence. Actrice de drama du Lundi-Mardi    | Tempted                                                    | Lauréat    |
| 2020  | MBC Drama Awards  | Meilleur couple                                          | Find me in your memory Moon Ka-Young avec Kim Dong Wook    | Lauréat    |
| 2021  | Asia Artist Award | Prix de l'émotion                                        | True Beauty                                                | Lauréat    |
| 2021  | Asia Artist Award | Prix de la popularité                                    | Moon Ka-Young                                              | Nomination |
| 2023  | Asia Artist Award | Prix de la meilleure performance                         | Interest of Love Moon Ka-Young dans le rôle d'Ahn Su-Yeong | Lauréat    |